# Gobiopterus lacustris
Gobiopterus lacustris är en fiskart som först beskrevs av Herre 1927.  Gobiopterus lacustris ingår i släktet Gobiopterus och familjen smörbultsfiskar. Inga underarter finns listade i Catalogue of Life.